# Eadgifu von Kent

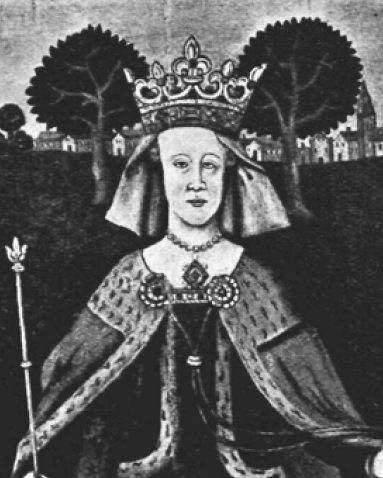
Detail eines Bildes von Eadgifu, Canterbury Cathedral, England

Eadgifu von Kent (latinisiert auch Edgiva oder Ediva) (* um 903; † um 966) war die dritte Ehefrau von Eduard dem Älteren, König von Wessex, und damit Royal Consort von Wessex. Als Ehefrau, Mutter oder Großmutter von insgesamt fünf Königen in Wessex zu ihren Lebzeiten übte sie einigen Einfluss auf deren Politik aus.

## Leben
Eadgifu war die Tochter von Sigehelm, Ealdorman von Kent. Sigehelm kämpfte bereits 902 gemeinsam mit Eduard in der Schlacht von Holme gegen Eduards aufständischen Cousin Æthelwold. Eadgifu wurde zwischen 917 und 920 die dritte Ehefrau von Eduard dem Älteren, wobei Historiker sich nicht ganz einig sind, ob Eduard zu dem Zeitpunkt Witwer war oder seine zweite Ehefrau Ælfflæd verstieß und in ein Kloster schickte. Eine Motivation für die Heirat zwischen Eduard und Eadgifu könnte gewesen sein, dass Eduard die bereits bestehenden engen Verbindungen zwischen Wessex und Kent weiter stärken wollte. Möglicherweise brachte Eadgifu auch Ländereien in Kent als Mitgift in die Ehe.
Zum Zeitpunkt der Heirat mit Eadgifu hatte Eduard bereits mehrere Kinder, darunter Æthelweard, sein Thronfolger, und Æthelstan, sein Sohn aus einer ersten Verbindung mit Ecgwynn. Eduard und Eadgifu hatten vier gemeinsame Kinder, die Töchter Eadburh und Eadgifu sowie zwei Söhne, die späteren Könige Edmund I. und Eadred. Eadburh sollte Nonne im Kloster Nunnaminster in Winchester werden und nach ihrem Tod als Heilige verehrt werden. Über die zweite Tochter sind die Quellen unklar, möglicherweise hieß sie Eadgifu oder Elgiva und heiratete einen karolingischen Adeligen, Louis, König von Arles. Eadgifu war sehr wahrscheinlich etwa 30 Jahre jünger als ihr Ehemann Eduard der Ältere, denn sie überlebte Eduard, der 924 starb, um mehr als 40 Jahre.
Nach dem Tod Eduards traten zunächst Eduards Sohn Æthelweard und danach Æthelstan die Thronfolge an. Während der Regierungszeit ihres Stiefsohns Æthelstan scheint Eadgifu vom Hof verschwunden zu sein. Nach dem Tod ihrer Halbbrüder Æthelweard und Æthelstan regierten Edmund und Eadred als Könige Edmund I und Eadred über England. Während der Regierungszeit ihrer eigenen Söhne Edmund und Eadred von 939 bis 955 muss Eadgifu einigen Einfluss auf deren Regierungsgeschäfte ausgeübt haben, wie ihre Unterschrift als Zeugin unter viele Urkunden belegt. Eadgifus Stellung am Hof war möglicherweise auch höher als die ihrer Schwiegertöchter oder die der Bischöfe, denn ihr Name mit dem Titel „Mutter des Königs“ taucht in der Zeugenliste in der Urkunde S 505 aus dem Jahr 945 sowie in der Urkunde S 551 aus dem Jahr 949 noch vor den Bischöfen auf.
Neben ihrem politischen Einfluss sollte Eadgifu auch wegen ihres Einflusses auf das religiöse Leben und als Stifterin in Erinnerung bleiben. In einer Urkunde aus dem Jahr 953 (Urkunde S 562) wird sie als famule dei („Magd Gottes“) beschrieben. Der Geschichtsschreiber Wilhelm von Malmesbury weiß außerdem von Eadgifu zu berichten, dass sie den heiligen Æthelwold, als dieser sich nach einem strengeren religiösen Leben sehnte, davon abbrachte, deshalb nach Frankreich zu gehen. Æthelwold war zusammen mit den Bischöfen Dunstan von Canterbury und Oswald eine der führenden Personen der benediktinischen Klosterreform im 10. Jahrhundert. Eadgifu war ferner eine Gönnerin von Christ Church in Canterbury.
Eadgifu war sogar in den 950er Jahren, als bereits ihre Enkel Wessex regierten, noch eine wichtige politische Figur, denn sie setzte sich für Dunstan von Canterbury ein, der von ihrem Enkel, König Eadwig von Wessex, ins Exil geschickt worden war. Eadgifus Ländereien wurden von Eadwig während seiner Regierungszeit eingezogen, wohl auch, weil sie bei den Konflikten zwischen Eadwig und seinem Bruder Edgar die Seite von Edgar ergriffen hatte. Als Edgar 959 den Thron bestieg, holte er Dunstan wieder zurück nach England und gab Eadgifu Teile ihrer Ländereien zurück.
Die letzten Urkunden, die sie bezeugte, datieren aus dem Jahr 966, darunter eine bedeutende Urkunde, mit der die neue Klosterkirche in Winchester gegründet wurde. Historiker gehen davon aus, dass Eadgifu vermutlich 966 oder kurz danach gestorben sein muss. Es ist nicht bekannt, wo Eadgifu begraben wurde, möglicherweise in Winchester, wo auch ihr Ehemann begraben lag.